# Leherennus
Leherennus ist der Name einer keltischen Gottheit, die auf einigen Inschriften im französischen Département Hautes-Pyrénées genannt wird und dort nach der Interpretatio Romana meist mit Mars gleichgesetzt ist.
Leherennus wird auf einigen Weiheinschriften genannt, gefunden im Gebiet um Ardiège (Lugdunum Convenarum), die nahezu alle den gleichen Dedikationstext haben. Auf acht von ihnen wird Leherennus im Zusammenhang mit Mars erwähnt.
Jean-Jacques Hatt zitiert eine Vermutung, es könnte sich bei Leherennus um eine vorkeltische Gottheit handeln, die in der Zeit der gallo-römischen Kultur mit Mars gleichgesetzt wurde.